# Linophryne bicornis
Linophryne bicornis är en fiskart som beskrevs av Parr 1927. Linophryne bicornis ingår i släktet Linophryne och familjen Linophrynidae. Inga underarter finns listade i Catalogue of Life.